# Sommer-Paralympics 2008/Teilnehmer (Elfenbeinküste)
| stlisierte Goldmedaille | stlisierte Silbermedaille | stlisierte Bronzemedaille |
| ----------------------- | ------------------------- | ------------------------- |
| —                       | —                         | —                         |

Die Elfenbeinküste trat bei den Sommer-Paralympics 2008 im chinesischen Peking mit drei Sportlern an.
Fahnenträger beim Einmarsch der Mannschaften war der Leichtathlet Oumar Basakoulba Kone. Die beste Platzierung erreichte der Powerlifter Alidou Diamoutene mit einem 7. Platz in der Gewichtsklasse bis 48 kg.

## Teilnehmer nach Sportart

### Leichtathletik
Männer
- Addoh Frederic Kimou
- Oumar Basakoulba Kone

### Powerlifting (Bankdrücken)
Männer
- Alidou Diamoutene